# Саут-Гакенсак (Нью-Джерсі)
Саут-Гакенсак (англ. South Hackensack) — селище (англ. village) в США, в окрузі Берген штату Нью-Джерсі. Населення — 2701 особа (2020).

## Демографія
Згідно з переписом 2010 року, у селищі мешкало 2378 осіб у 845 домогосподарствах у складі 613 родин. Було 879 помешкань
Расовий склад населення:
| - 72,1 % — білих - 5,3 % — чорних або афроамериканців - 5,3 % — азіатів - 0,3 % — корінних американців - 14,0 % — осіб інших рас |

До двох чи більше рас належало 2,9 %. Частка іспаномовних становила 33,3 % від усіх жителів.
За віковим діапазоном населення розподілялося таким чином: 22,0 % — особи молодші 18 років, 62,1 % — особи у віці 18—64 років, 15,9 % — особи у віці 65 років та старші. Медіана віку мешканця становила 39,6 року. На 100 осіб жіночої статі у селищі припадало 95,4 чоловіків;  на 100 жінок у віці від 18 років та старших — 93,5 чоловіків також старших 18 років.
Середній дохід на одне домашнє господарство  становив 83 366 доларів США (медіана — 63 693), а середній дохід на одну сім'ю — 87 684 долари (медіана — 66 646). Медіана доходів становила 38 462 долари для чоловіків та 37 532 долари для жінок. За межею бідності перебувало 10,0 % осіб, у тому числі 13,8 % дітей у віці до 18 років та 9,8 % осіб у віці 65 років та старших.
Цивільне працевлаштоване населення становило 1395 осіб. Основні галузі зайнятості: освіта, охорона здоров'я та соціальна допомога — 27,5 %, виробництво — 16,8 %, роздрібна торгівля — 15,7 %.